# Effet-bus
Pour les articles homonymes, voir bus.
L'effet-bus est un effet de style utilisé au cinéma, généralement dans les films à suspense ou d'épouvante. Il consiste, à la fin d'une scène dans laquelle la tension est montée, à la faire retomber brusquement au moyen de l'irruption d'un élément extérieur, comme un chat qui traverse la pièce.
C'est le réalisateur franco-américain Jacques Tourneur qui en est l'inventeur. Le procédé permet d’instiller la peur avec très peu de moyens : il ne se passe rien, mais l’inquiétude du personnage touche le spectateur. Tout se passe dans le hors-champ, les jeux de lumières (par Nicholas Musuraca dans La Féline) amplifiant l’effet,. La bande-son, et notamment le traitement du hors-champ, joue un rôle essentiel pour faire sursauter le spectateur. L’effet-bus joue aussi de l’ellipse.
Jacques Tourneur a nommé cet effet l’effet Lewton-bus (du nom du producteur de la RKO). Dans le monde anglo-saxon, on utilise plus le terme de jump scare.

## Première utilisation de l'effet-bus
Tourneur utilise pour la première fois cet effet dans le film La Féline, en 1942. Alice Moore (Jane Randolph) est poursuivie par une présence menaçante, et traverse un parc de nuit, éclairé de loin en loin par un lampadaire. L'écran est rétréci par ces zones d'ombre, rapprochant le spectateur de l'action (par envahissement de l'écran par l'obscurité de la salle). Elle est toujours filmée marchant de la gauche de l'écran vers la droite. Elle accélère le pas progressivement, en se retournant vers la gauche de l'écran, d'où provient la menace. La tension monte progressivement. On entend des feulements, des bruits de pas. La scène se conclut par l'irruption d'un bus, de la droite de l'écran (donc allant dans le sens inverse de la marche de l'actrice), que l'on n'entend pas venir (rendant son irruption imprévisible encore plus brutale) ; le son du coup de frein est très proche d'un cri félin, et nous parvient avec une légère avance, par rapport à l'image, ce qui contribue encore davantage à l'effet de surprise.